# Ypsolopha lyonothamnae
Ypsolopha lyonothamnae là một loài bướm đêm thuộc họ Ypsolophidae. Loài này có ở California Channel Islands.
Ấu trùng ăn các loài Lyonothamnus.